# Temperatura aerului
Temperatura aerului este una din mărimile principale de care se ocupă meteorologia.
Temperatura aerului atmosferei este determinată de radiația solară. Razele soarelui încălzesc mai întâi pământul care degajă căldură încălzind aerul.
Temperatura aerului atmosferic variază în funcție de mai mulți factori:
- latitudine: scade treptat de la Ecuator spre cei doi poli.
- anotimpuri
- diferența dintre zi și noapte
- altitudine: când crește altitudinea scade temperatura (la 1000m altitudine, temperatura scade cu 6,4 grade Celsius)
- încălzirea diferită a apei față de suprafețele terestre
- vânturi
- curenții marini.

Izotermele sunt liniile de pe hartă ce unesc punctele cu aceeași temperatură.